# Stenus labilis
Stenus labilis är en skalbaggsart som beskrevs av Wilhelm Ferdinand Erichson 1840. Stenus labilis ingår i släktet Stenus, och familjen kortvingar. Arten är reproducerande i Sverige.